# Григоровский бор
Григо́ровский бор (укр. Григорівський бір) — исторический район Харькова и лесной заказник местного значения, объект природно-заповедного фонда города Харькова общей площадью 76,0 га. Объявлен заказником по решению областного совета от 23 февраля 1999 года. Охраняется СКП «Харьковзеленстрой». Представляет собой ценный лесной массив, в котором охраняется 100 видов флоры и 100 видов фауны.